# Judo ai IX Giochi del Mediterraneo
Le competizioni del judo ai IX Giochi del Mediterraneo si sono svolto nel settembre 1983 a Casablanca in Marocco. In tale edizione si sono disputate solo gare maschili, con l'assegnazione del doppio bronzo.

## Podi

### Uomini
| Evento                            | Oro                 | Argento            | Bronzo                                    |
| fino a 60 kg (pesi super-leggeri) | Felice Mariani      | Guy Lebaupin       | Ahmed Moussa Abdelham Slimani             |
| fino a 65 kg (pesi mezzo-leggeri) | Thierry Rey         | Sandro Rosati      | Franc Ocko Francisco Rodriguez            |
| fino a 71 kg (pesi leggeri)       | Ezio Gamba          | Richard Melillo    | Vojo Vujevic Juan Idarreta                |
| fino a 78 kg (pesi medio-leggeri) | Jean-Michel Berthet | Luigi Nasti        | Filip Lescak Walid Hossein                |
| fino a 86 kg (pesi medi)          | Fabien Canu         | Alfonso Garcia     | Mario Vecchi Eric LopaticI                |
| fino a 95 kg (pesi medio-massimi) | Juri Fazi           | Abdelmaj Semoussi  | Anastasios Georgiadis Jean-Pierre Million |
| oltre 95 kg (pesi massimi)        | Angelo Parisi       | Abdenalim Lahcinia | Mohamed Rashwan Tudor Barisic             |
| Tutte le categorie                | Laurent Del Colombo | Stanko Anderle     | Veli Yilmaz Ashraf Elbeltagi              |

## Medagliere
| Posizione | Paese      |   |   |    | Totale |
| --------- | ---------- | - | - | -- | ------ |
| 1         | Francia    | 5 | 2 | 1  | 8      |
| 2         | Italia     | 3 | 2 | 0  | 5      |
| 3         | Jugoslavia | 0 | 1 | 5  | 6      |
| 4         | Spagna     | 0 | 1 | 1  | 2      |
|           | Marocco    | 0 | 1 | 1  | 2      |
| 6         | Tunisia    | 0 | 1 | 0  | 1      |
| 7         | Egitto     | 0 | 0 | 2  | 2      |
| 8         | Algeria    | 0 | 0 | 1  | 1      |
| 9         | Grecia     | 0 | 0 | 1  | 2      |
| 10        | Turchia    | 0 | 0 | 1  | 1      |
| Totale    | Totale     | 8 | 8 | 16 | 32     |